# Roth bei Prüm
Roth bei Prüm ist eine Ortsgemeinde im Eifelkreis Bitburg-Prüm in Rheinland-Pfalz. Sie gehört der Verbandsgemeinde Prüm an.

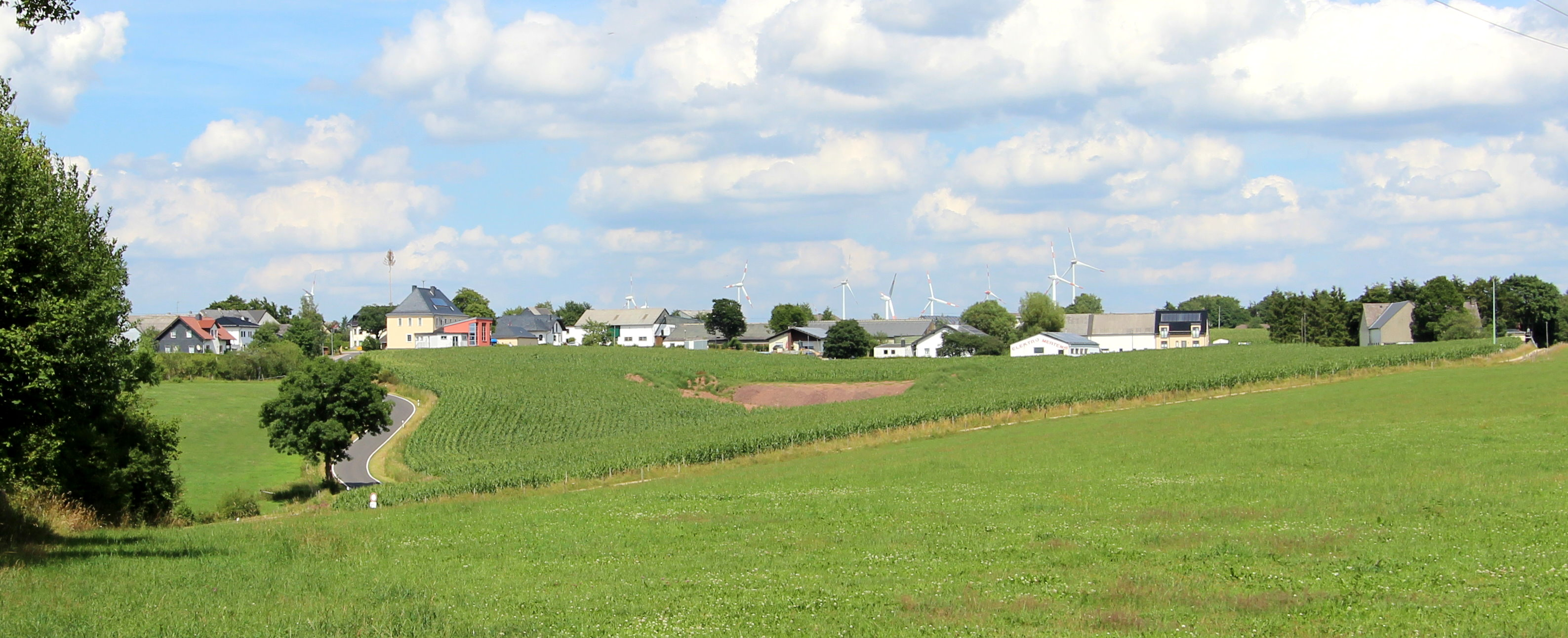
Roth bei Prüm

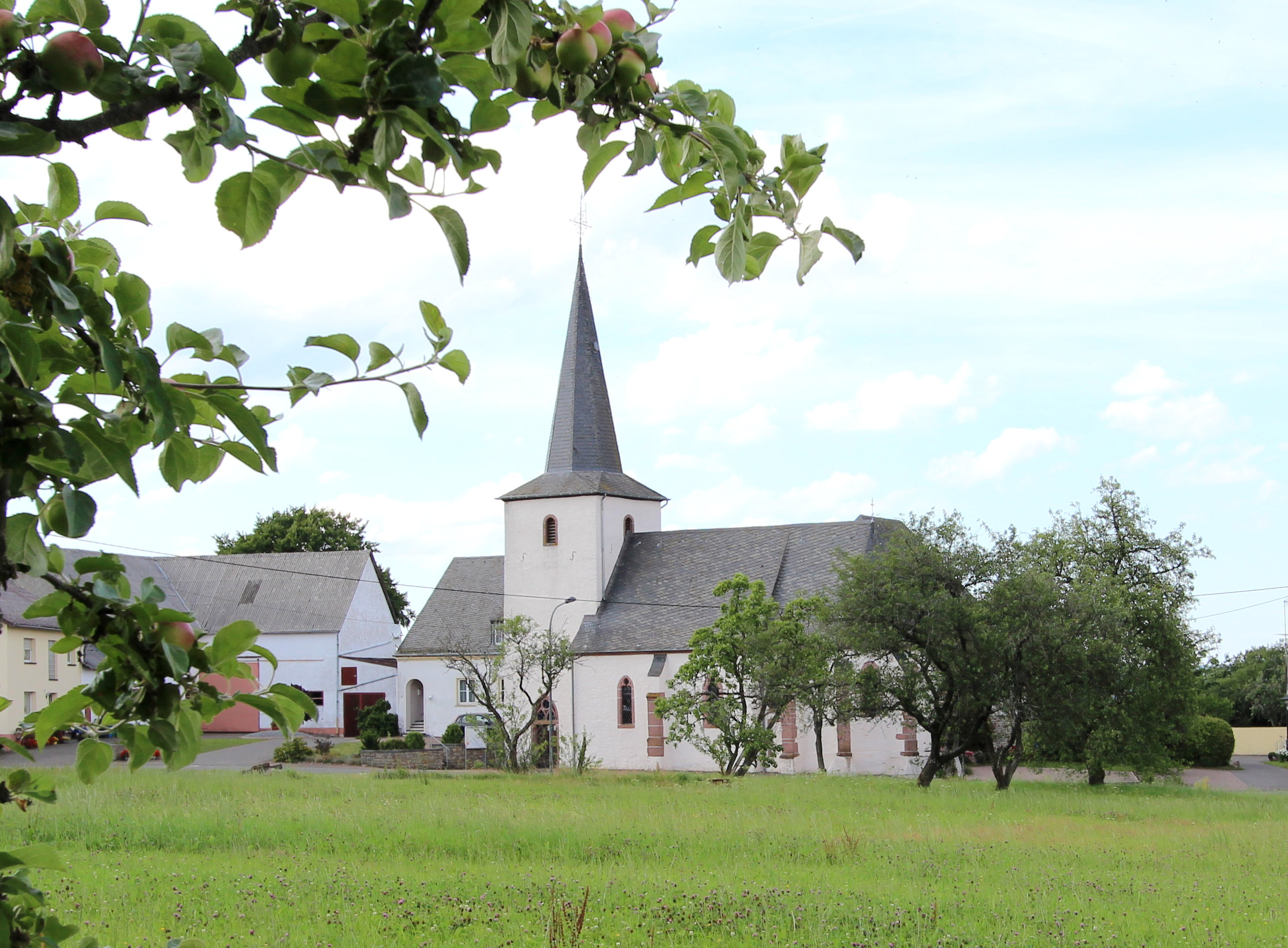
Dorfkern mit St. Leonhard

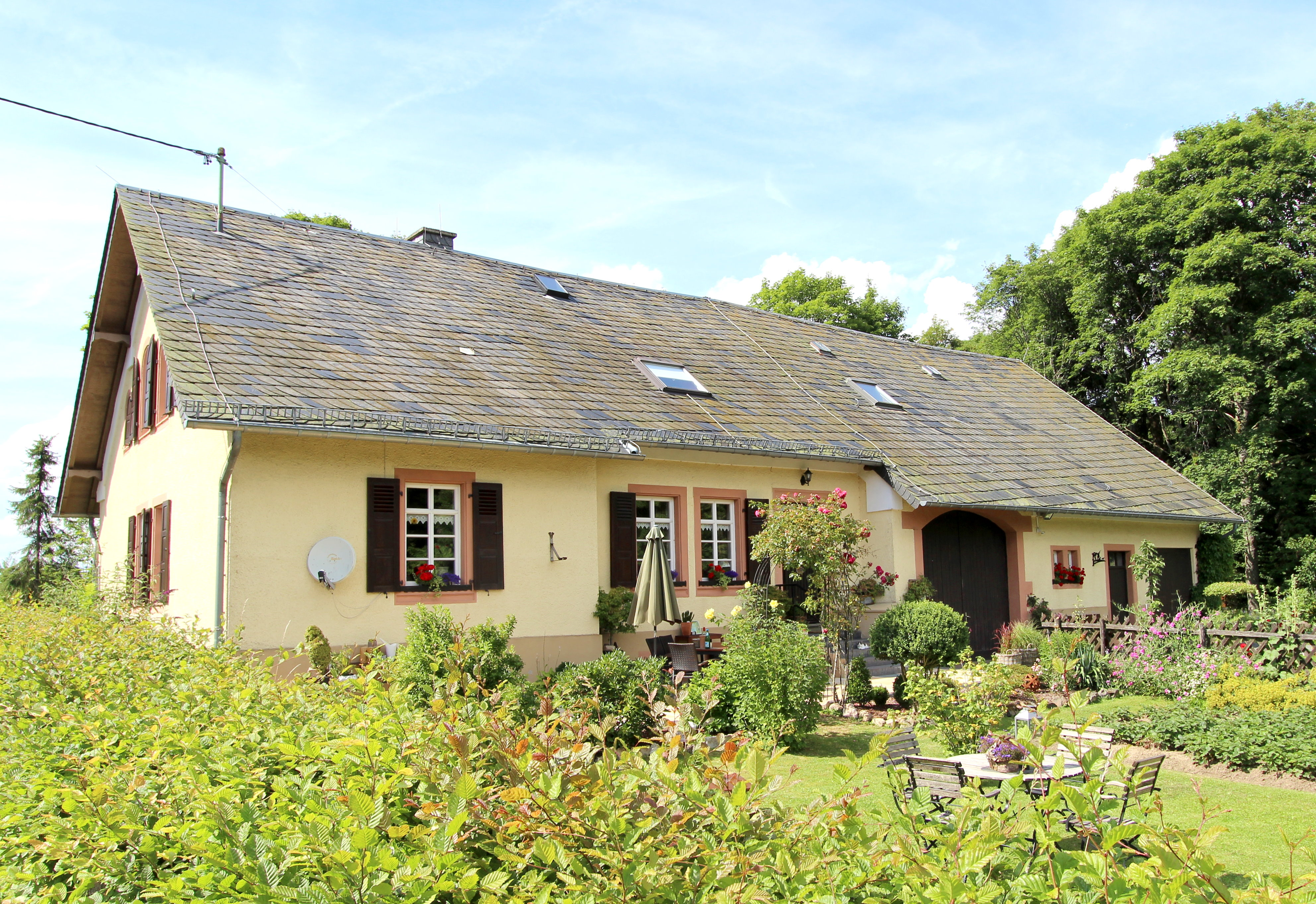
Forsthaus Schneifel

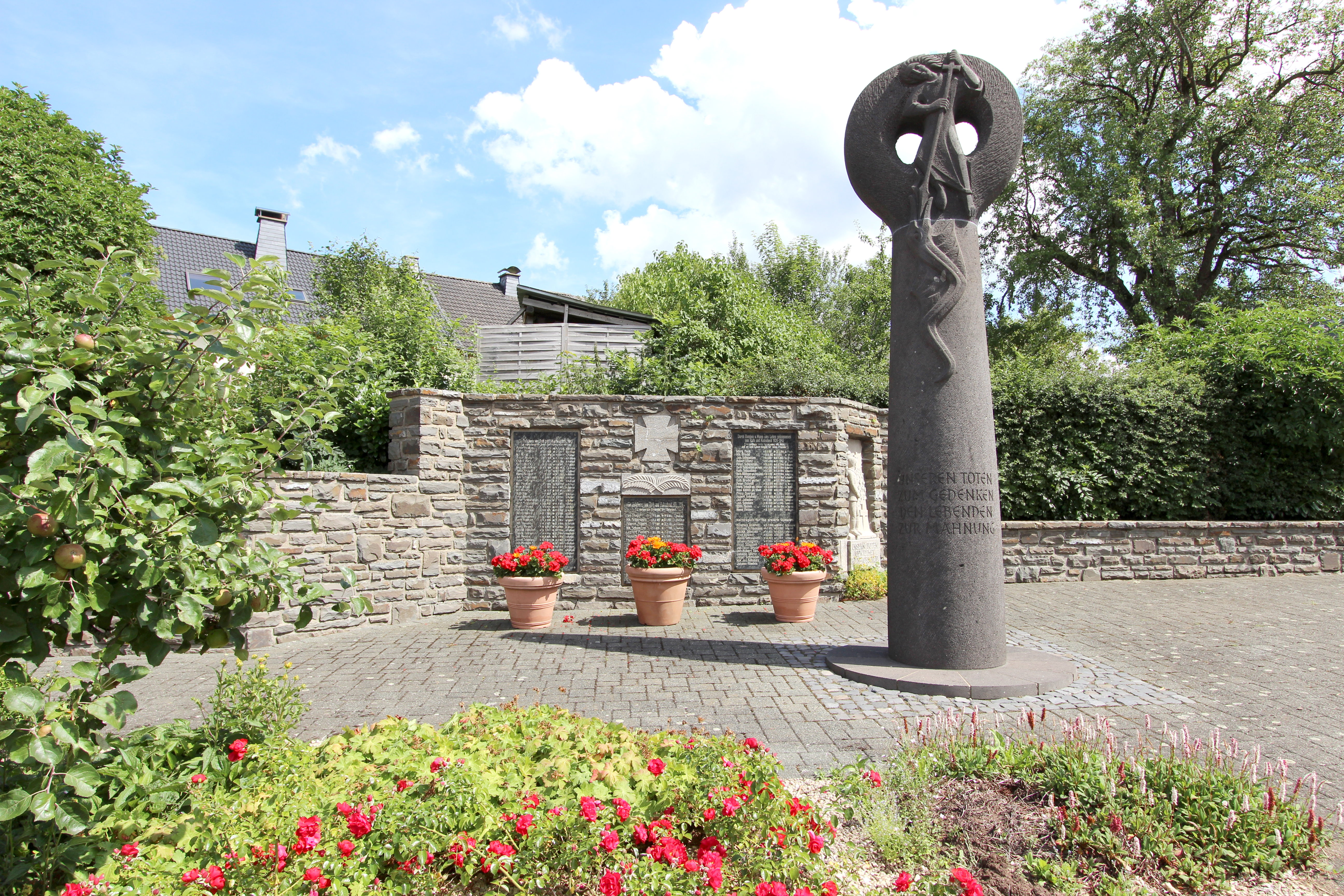
Gedenkstätte im Ort

## Ortsteile
Neben Roth gehört der Ortsteil Kobscheid sowie die Wohnplätze Mooshaus, Mooshaus-Siedlung und das Forsthaus Schneifel auf einer Höhe von 657 m ü. NHN zur Ortsgemeinde.

## Geschichte
Bereits um 800 war eine auf der Gemarkung Heilknipp befindliche Mineralquelle als „Hielandesbrunnen“ bekannt. Erste gesicherte urkundliche Erwähnung findet Roth 1352 als „Rodde“. Roth gehörte zum Gebiet des karolingischen Königshofes Manderfeld (heute Belgien).
Eine rege Bergbautätigkeit wird für die Zeit um 1500 vermutet. Um 1870 wurde Roth, zuvor verbunden mit Auw, selbständige Gemeinde. Im Zuge des Baues des Westwalls wurde bei Mooshaus ein Lager des Reichsarbeitsdienstes errichtet, das für Roth und die Umgebung einen wirtschaftlichen Aufschwung verursacht haben soll.
Am 1. Januar 1971 wurde die bis dahin selbständige Gemeinde Kobscheid mit seinerzeit 92 Einwohnern eingemeindet und die Gemeinde Roth in Roth bei Prüm umbenannt.
Bevölkerungsentwicklung
Die Entwicklung der Einwohnerzahl bezogen auf das heutige Gemeindegebiet von Roth bei Prüm; die Werte von 1871 bis 1987 beruhen auf Volkszählungen:
| Jahr | Einwohner |
| ---- | --------- |
| 1815 | 208       |
| 1835 | 328       |
| 1871 | 343       |
| 1905 | 305       |
| 1939 | 633       |
| 1950 | 373       |
| 1961 | 399       |

| Jahr | Einwohner |
| ---- | --------- |
| 1970 | 403       |
| 1987 | 359       |
| 1997 | 480       |
| 2005 | 458       |
| 2011 | 450       |
| 2017 | 460       |

## Politik

### Bürgermeister
Michael Brodel wurde 2004 Ortsbürgermeister von Roth. Bei der Direktwahl am 26. Mai 2019 wurde er mit einem Stimmenanteil von 69,03 % für weitere fünf Jahre in seinem Amt bestätigt. Er wurde im Juni 2024 wiedergewählt.

## Sehenswürdigkeiten
- Die katholische Kirche St. Leonhard um 1500
- Anbau der Kirche St. Leonhard mit Glasmalereien von Charles Crodel, datiert 1970 und signiert „CH. CRODEL“
- Die katholische Kirche St. Franz Xaver in Kobscheid von 1890
- Marienkapelle mit Kreuzweg (⊙)
- Jährliches Kirmes- bzw. Kirchweihfest wird am zweiten Wochenende im Juni gefeiert
- Burgbrennen am ersten Sonntag der Fastenzeit (sogenannter Scheef-Sonntag)[8]
- Das Forsthaus Schneifel  ist Forsthaus, meteorologische Station und Kreuzung mehrerer Wanderwege mit Autopark- und Rastmöglichkeiten (⊙)
- Reste eines 200 m langen Abschnittes des ehemaligen Westwalls (Betonhöckerlinie) nordöstlich des Ortes (⊙)[9]
- Schmugglertouren mit Gästeführung[10] sowie Wanderreiterstation im Ort (Hauptstr. 16)[11]
- Zahlreiche Wanderwege in und um Roth bei Prüm[12][13]

Siehe auch: Liste der Kulturdenkmäler in Roth bei Prüm
Siehe auch: Liste der Naturdenkmale in Roth bei Prüm

## Wirtschaft und Infrastruktur

### Verkehr
An Roth bei Prüm grenzt die Bundesstraße 265.

### Windparks
Eine feste Einnahmequelle für die nächsten Jahrzehnte bieten die Windparks Ost (⊙) und West (⊙). 2005 wurde mit der Installation von 13 Windkraftanlagen im Windpark Ost begonnen.
2005/2007 wurde mit der Installation von fünf Windkraftanlagen im Windpark West begonnen.